# Immanuel-Kant-Gymnasium (Münster-Hiltrup)
Das Immanuel-Kant-Gymnasium ist ein Gymnasium in Hiltrup, dem größten Stadtteil Münsters. Benannt ist die Schule nach dem deutschen Philosophen Immanuel Kant. Das Gymnasium bietet mit 23 Fächern das in Münster größte Angebot in Bezug auf Kurs- und Fächerwahl. Seit 2007 ist das Immanuel-Kant-Gymnasium mit dem von der Landesregierung NRW vergebenen Gütesiegel Europaschule ausgezeichnet.

## Geschichte
Das Immanuel-Kant-Gymnasium wurde 1974 als erstes städtisches Gymnasium in Münsters Süden gegründet. Eine schnell wachsende Bevölkerung Münsters machte die Schulgründung unabdinglich. Die ersten vier Jahre musste der Anfangsjahrgang mit 67 Schülern sowie die folgenden drei Jahrgänge in einem  bestehenden Gebäude nahe dem Dorfzentrum der damals noch unabhängigen Gemeinde Hiltrup unterrichtet werden. Nach der Fertigstellung des eigens für das Gymnasium errichteten Gebäudes zog die Schule in das etwas südlichere Gebäude im Schulzentrum Hiltrup um. Bereits 1980 folgte die erste Erweiterung, die einen neuen naturwissenschaftlichen und einen Oberstufentrakt ergänzte. Um den immer weiter wachsenden Schülerzahlen gerecht zu werden, wurde das Gebäude ab 1998 mit einer neuen dritten Etage sowie einem Forum erweitert. Diese Neuerungen brachten auch Multimediaräume in das Gebäude. Alexander Klaws sang in der Schulband („Kant-Connection“), und Daniel Bahr besuchte das Gymnasium.

## Programm
Am 9. Oktober 2007 wurde das Kant-Gymnasium zusammen mit 15 weiteren Schulen aus Nordrhein-Westfalen als eine der ersten Schulen des Bundeslandes zu einer Europaschule ernannt. Wichtiger Bestandteil der Schulphilosophie ist hierbei der Austausch mit Schüler aus Frankreich, Italien, Spanien, und den Niederlanden.

## Profile
In der Sekundarstufe I des Immanuel-Kant-Gymnasiums stehen drei Profile zur Wahl, die die weitere Schullaufbahn mitbestimmen.
- Der bilinguale Unterricht erfolgt in den Sachfächern Erdkunde, Biologie und Geschichte. Dieses Profil ermöglicht ein zweisprachiges Abitur.
- Das MINT-Profil mit einem Schwerpunkt im mathematisch-naturwissenschaftlich-technischen Bereich.
- Das K-Profil hat den Schwerpunkt im künstlerisch-literarischen Bereich, es gibt zusätzliche Stunden im Projektunterricht „Kreativ“.[7][8]

## Hilfsprojekt Puquio
„Für die Verbesserung der Lebensbedingungen benachteiligter Kinder in Perú“ wurde das Hilfsprojekt Puquio von Schülern des Immanuel-Kant-Gymnasiums in Münster initiiert.

## Teilnahme am Projekt des „Instituts für SchulSozialPädagogik“
Das Immanuel-Kant-Gymnasium nimmt am Projekt des „Instituts für SchulSozialPädagogik“ (ISSP) der Westfälischen Wilhelms-Universität in Münster teil. Dadurch soll gewährleistet werden, dass „individuelle, familiäre und soziale Beeinträchtigungen von Schülern“, die zu „Schwierigkeiten im Lern-, Leistungs- und Verhaltensbereich“ führen, erkannt werden und die Probleme der Schüler gelöst werden können. Seit 2012 sind aus dem Projekt heraus zwei permanente sozialpädagogische Stelle entstanden.

## Bekannte ehemalige Schüler
- Maik Außendorf (* 1971), Politiker (Bündnisgrüne)
- Daniel Bahr (* 1976), Politiker (FDP)
- Tobias Häusler (* 1980), Hörfunk- und Fernsehmoderator
- Alfons Kenkmann (* 1957), Historiker
- Alexander Klaws (* 1983), Sänger, Musicaldarsteller
- Kristian Bader (* 1965), Schauspieler

## Bekannte ehemalige Lehrer
- Annedore Richter (* 1948), Volleyballspielerin